# Mycomya theobaldi
Mycomya theobaldi är en tvåvingeart som beskrevs av Coher 1959. Mycomya theobaldi ingår i släktet Mycomya och familjen svampmyggor. Inga underarter finns listade i Catalogue of Life.